# Тетрартутьиндий
Тетрартутьиндий — неорганическое соединение
индия и ртути
с формулой InHg4,
кристаллы.

## Получение
- Сплавление стехиометрических количеств чистых веществ:

{\displaystyle {\mathsf {4Hg+In\ {\xrightarrow {-20^{o}C}}\ InHg_{6}}}}

## Физические свойства
Тетрартутьиндий образует кристаллы
тетрагональной сингонии,

параметры ячейки a = 0,3484 нм, c = 0,3310 нм
.
Также сообщается о существовании метастабильной фазы
ромбической сингонии,
пространственная группа F ddd,
параметры ячейки a = 0,3522 нм, b = 0,4847 нм, c = 1,0872 нм, 
структура типа плутония γ-Pu
.
Соединение плавится при температуре -20,6 °C 
(-20,3 °C )
и имеет широкую область гомогенности.